# Kolonie Marianowskie
Kolonie Marianowskie – część wsi Buszkowice w Polsce, położona w województwie świętokrzyskim, w powiecie ostrowieckim, w gminie Ćmielów.
W latach 1975–1998 Kolonie Marianowskie administracyjnie należały do województwa kieleckiego.